# Leopold Jelinek
Leopold Jelinek (* 3. Jänner 1897 in Wien; † 1. Juli 1943 ebenda) war ein österreichischer Wickler und Widerstandskämpfer gegen das NS-Regime. Er wurde von der NS-Justiz zum Tode verurteilt und im Wiener Landesgericht geköpft.

## Leben
Jelinek war Wickler der Wiener Siemens-Schuckertwerke und betätigte sich in einer Betriebszelle für die KPÖ. Er wurde festgenommen, am 17. Februar 1943 wegen „Vorbereitung zum Hochverrat“ vom Volksgerichtshof zum Tode verurteilt und am 1. Juli desselben Jahres mit dem Fallbeil hingerichtet.
Sein Leichnam wurde 1971 exhumiert und auf dem Groß-Jedlersdorfer Friedhof beigesetzt.

## Gedenken
Sein Name findet sich auf der Gedenktafel im ehemaligen Hinrichtungsraum des Wiener Landesgerichts. Dort wird sein Name allerdings Leopold Jellinek geschrieben.

## Quelle
- Erkennungsdienstliche Kartei der Gestapo Wien, aufbereitet vom DÖW, mit Fotos, abgerufen am 10. Februar 2015

## Nachweise
1. ↑  Nachkriegsjustiz, abgerufen am 10. Februar 2015

| Personendaten    | Personendaten                                                       |
| ---------------- | ------------------------------------------------------------------- |
| NAME             | Jelinek, Leopold                                                    |
| ALTERNATIVNAMEN  | Jellinek, Leopold                                                   |
| KURZBESCHREIBUNG | österreichischer Wickler und Widerstandskämpfer gegen das NS-Regime |
| GEBURTSDATUM     | 3. Januar 1897                                                      |
| GEBURTSORT       | Wien, Österreich-Ungarn                                             |
| STERBEDATUM      | 1. Juli 1943                                                        |
| STERBEORT        | Wien, Österreich                                                    |